# Colorado Tribune
Colorado Tribune, còn được gọi là Daily and Weekly Colorado Tribune, là một tờ báo được xuất bản tại Denver, Colorado từ ngày 15 tháng 5 năm 1867 đến ngày 19 tháng 1 năm 1871. Đây là tờ báo kế thừa của tờ Denver Daily, được xuất bản từ ngày 5 tháng 2 đến ngày 14 tháng 5 năm 1867. Tờ báo được tiếp nối bởi tờ Denver Daily Tribune. Denver Daily Tribune sau đó trải qua một loạt lần thay đổi tên, và cuối cùng có tên là Denver Republic. Năm 1913, Denver Republic được sáp nhập với tờ Rocky Mountain News. Một quảng cáo năm 1868 khẳng định Daily Colorado Tribune là "tờ báo hàng ngày lớn nhất được xuất bản giữa sông Missouri và California." 